# 中伊豆ワイナリーヒルズ
中伊豆ワイナリーヒルズ（なかいずワイナリーヒルズ、英: Nakaizu Winery Hills）とは、静岡県伊豆市下白岩でシダックスのグループ企業が運営する複合レジャー施設。
2000年（平成12年）1月15日に開業した中伊豆ワイナリーシャトーT.Sと、翌年2001年（平成13年）に開業したホテルワイナリーヒルを中心とする。

## 構成

### ワイナリーエリア
- 乗馬場
- ワイナリーヒルズランチ
- ぐらっぱの丘（蒸留所・バーベキュー）
- ぶどう畑
- 中伊豆ワイナリーシャトーT.S
  - MAVERICK（ステーキハウス）
  - ナパ・バレー（レストラン）
  - カリフォルニア（カフェ）
- 総合案内所

### ホテルエリア
- ベースボールスタジアム
- サッカー・フットサルスタジアム
- トレーニングルーム・多目的室内練習場
- テニスコート
- ホテルワイナリーヒル
  - 縄文之御神湯（日帰り温泉施設）
- リゾートプール

## 沿革
- 2000年（平成12年）1月15日 - 中伊豆ワイナリーシャトーT.S開業。
- 2001年（平成13年） - ホテルワイナリーヒル開業。